# Анинишу дин Вале (Горж)
Анинишу дин Вале (рум. Aninișu din Vale) насеље је у Румунији у округу Горж у општини Красна. Oпштина се налази на надморској висини од 452 m.

## Становништво
Према подацима из 2002. године у насељу је живело 548 становника, од којих су сви румунске националности.